# Дерматофагія

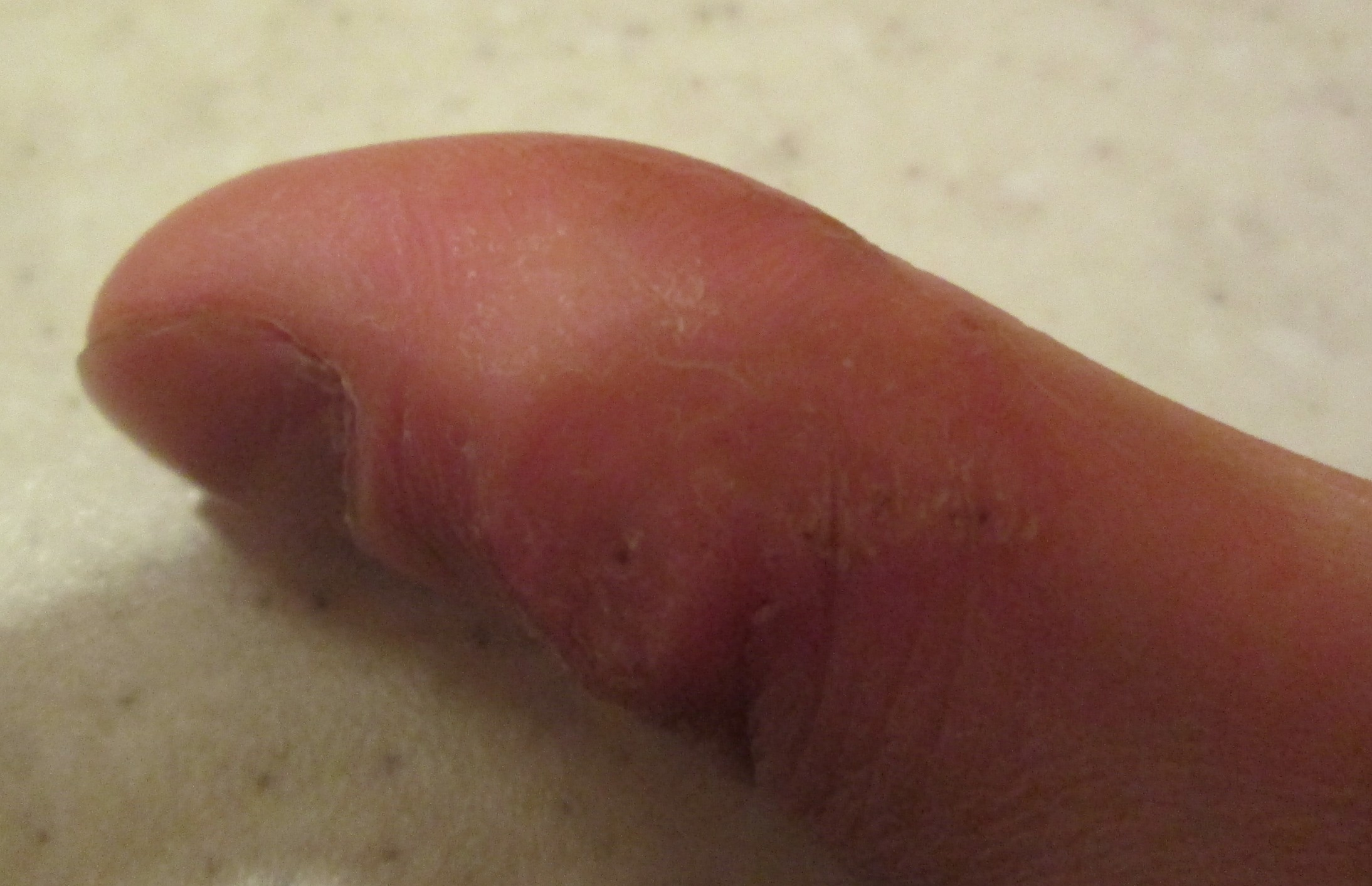
Погризений великий палець.

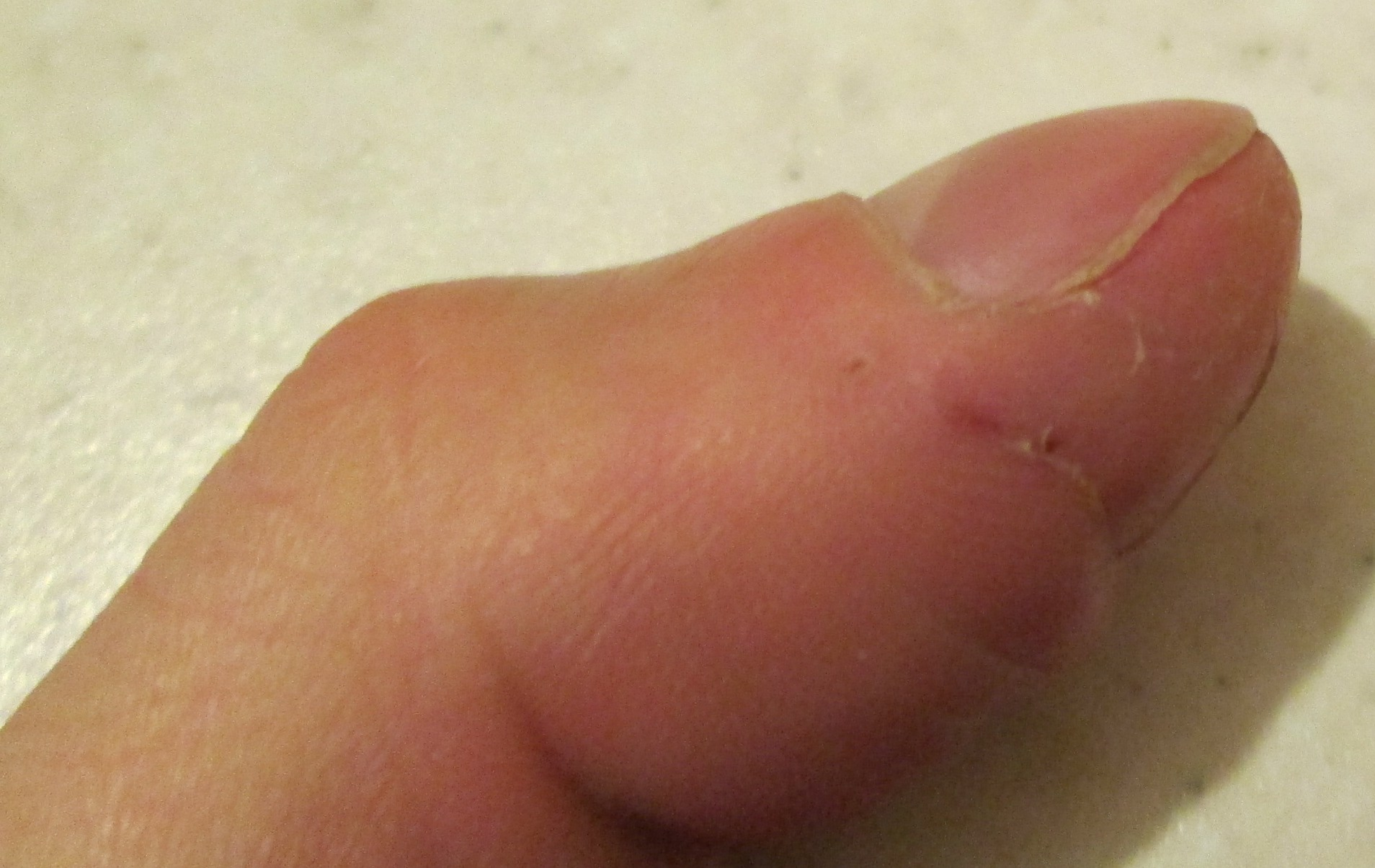
Дещо менше пошкоджений великий палець.

Дерматофагія (англ. Dermatophagia) — вид розладів контролю імпульсів та обсесивно-компульсивних розладів, за якого людина компульсивно кусає свою шкіру. Люди з цим розладом зазвичай кусають шкіру навколо нігтів, що призводить до кровотеч та зміни кольору з часом.
Звичка переважно з'являється в дошкільному віці і триває до підліткового віку, є найпоширенішою поганою звичкою в школярів. Рідко з'являється у віці раніше 4 років, досягає піку поширеності у віці 8-11 років, та у третини осіб наявна й у віці 18 років, часто залишається у дорослих.

## Поведінка
Дерматофаги можуть кусати шкіру компульсивно і роблять це на найрізноманітніших ділянках тіла. Найчастіше вони жують шкіру що оточує нігті та суглоби пальців. Також внутрішню частину рота, щоки та/чи губи, що створює мозолі всередині та зовні рота. Якщо ця поведінка залишається без уваги, то в місцях найчастіших укусів з'являється потовщення шкіри.
Тривога та інші неприємні відчуття можуть провокувати жування шкіри. Мозолі, наприклад, можуть спричинювати бажання віддерти чи відкусити їх шкіру (яка легко відокремлюється, оскільки вона мертва), що може нашкодити, спричинивши інфекцію.